# Bromeliohyla dendroscarta
Bromeliohyla dendroscarta és una espècie de granota de la família dels hílids que es troba a Mèxic. Viu als rius i als boscos muntanyencs humits de les àrees tropicals i subtropicals. Està amenaçada per la pèrdua del seu hàbitat natural.